# チャップリンの寄席見物
『チャップリンの寄席見物』（チャップリンのよせけんぶつ、A Night in the Show）は、1915年公開の短編サイレント映画。エッサネイ社による製作で、主演・監督はチャールズ・チャップリン。チャップリンの映画出演48作目にあたる。
作品はフレッド・カーノー劇団時代の成功作『唖鳥』(Mumming Birds) を翻案したもので、チャップリンの十八番の一つである「酔っぱらいもの」のジャンルに属する。ストーリーの大筋は『唖鳥』と同一であるが、チャップリンはロビーと観客席のシーンを追加している。

## あらすじ
酔っぱらってある劇場にやってきたペスト氏（チャップリン）は、座席をいろいろ変わってせわしない様子。早々につまみ出されるも舞い戻り、太った女性（メイ・ホワイト）をロビーの噴水の中に突き落としたり、特別席のエドナに色仕掛けを試みたりとやりたい放題であった。一方、二階桟敷ではこれも酔っぱらいのラウディ氏（チャップリン二役）がいた。特別席のエドナらに対してビールをかけたり一階席に落ちそうになったり、舞台に向かってトマトを投げつけたりと、こちらも大暴れ。しまいには、火食い術の奇術師に対して消火ホースから水をかけるのであった。

## 背景
カーノーは著作権に関して口うるさい人物であるが、チャップリンがカーノーに『唖鳥』の翻案の許可を求めた形跡はなく、またカーノーが抗議した形跡も見られない。もともと『唖鳥』は1904年に、ロンドンで行われたチャリティー公演のための舞台を改作したもので、チャップリンは劇団のアメリカ巡業の際に演じて好評を得ていた。アメリカにおいて『唖鳥』は『イギリス・ミュージックホールの一夜』と改題して上演されたが、上演の一つをキーストン社の株主ハリー・エイトキンが見てチャップリンをキーストン社に誘ったという伏線がある。翻案の経緯は定かではないが、「優れたアイデアは決して古びない」という信念を持っていたチャップリンが、信念に基づいて翻案したとも考えられる。
このころ、チャップリンは『生活』と題された長編喜劇に取りかかっていた。『チャップリンの掃除番』のころから断続的に製作に入っていたと考えられるが、『チャップリンの掃除番』と前作『チャップリンの船乗り生活』、この『チャップリンの寄席見物』との封切日の間隔を開けてまで製作が続けられた『生活』が完成することはなかった。のち、『生活』の未使用フィルムはチャップリンの不承認作品『三つ巴事件』（1916年）に転用される。ラストの放水シーンは後の「ニューヨークの王様」でシャドルフ王が米非活動委員会の裁判に出席する時エレベーターのホースに指を入れて抜けなくなった時、火事と誤解した係員が放水したため騒ぎになるというシーンでトーキーで再現された。その前にはキーストン時代の「チャップリンの道具係」のラストでもしている。

## キャスト

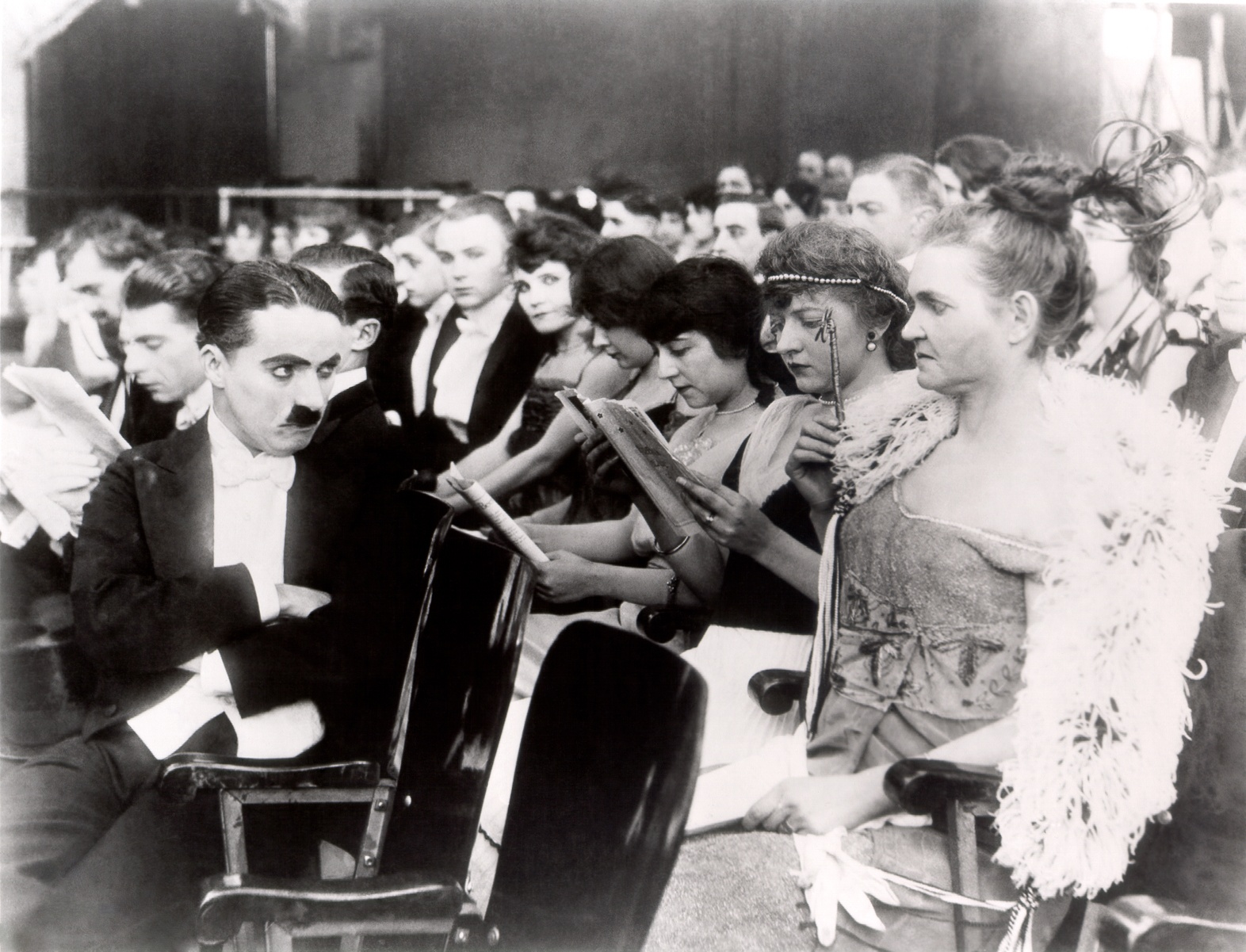
左がチャップリン

- ペスト氏 / ラウディ氏（二役） - チャールズ・チャップリン
- 特別室の婦人 - エドナ・パーヴァイアンス
- 特別室の婦人 - シャーロット・ミノー
- 太ったいたずら小僧 - ディー・ランプトン（英語版）
- 特別席の紳士 / 手品師（二役） - レオ・ホワイト
- 二階桟敷の男 - ウェズリー・ラッグルズ（英語版）
- 指揮者 - ジョン・ランド
- ミュージシャン・歌手（二役） - ジェームズ・T・ケリー
- ミュージシャン - パディ・マグワイア
- ロビーの太った女性・蛇つかい（二役） - メイ・ホワイト
- エドナの夫・歌手 - バド・ジェイミソン（英語版）
- 観客 - フィリス・アレン、フレッド・グッドウィンズ、チャールズ・インズリー
- フランク・J・コールマン

### 日本語吹替
| 俳優                     | 日本語吹替 |
| ------------------------ | ---------- |
| チャールズ・チャップリン | 江原正士   |
| エドナ・パーヴァイアンス | 中司ゆう花 |
| シャーロット・ミノー     | 小宮和枝   |
| ジョン・ランド           | 中村浩太郎 |
| （ナレーター）           | 羽佐間道夫 |

- 初回放送2014年11月16日スター・チャンネル][10]

この作品はサイレント映画だが、チャップリンのデビュー100周年を記念し、日本チャップリン協会監修のもと、スターチャンネルで日本語吹替が製作された。